# Fascisme clérical
 (février 2017).

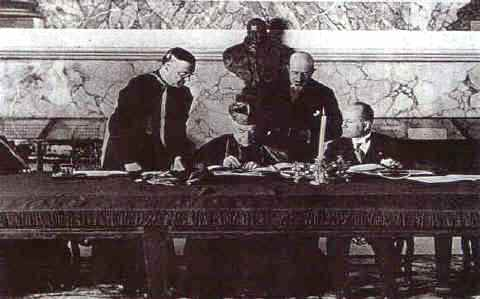
Mussolini signant les Accords du Latran (Vatican, 11 février 1929).

Le fascisme clérical (cléro-fascisme, clérico-fascisme) est un terme apparu dans les années 1920, pour désigner les relations entre le fascisme italien et l'Église.
Il désigne une idéologie mêlant la doctrine économique et politique du fascisme à la théologie ou aux traditions religieuses. Plusieurs organisations et mouvements ont été qualifiés de « fascistes-cléricaux », notamment des associations religieuses apportant leur soutien au fascisme, mais également des régimes fascistes faisant jouer un rôle important au clergé (Getúlio Vargas, António de Oliveira Salazar…). Le cléricalisme n'est cependant pas l'apanage des fascismes : Napoléon Bonaparte affirmait que « Les conquérants habiles ne sont jamais brouillés avec les prêtres ».

## Description
Au début des années 1980, le terme d'« intégralisme » a parfois été utilisé comme synonyme de « fascisme clérical » par des universitaires comme Hugh Trevor-Roper, dans le cadre d'une construction d'une typologie du fascisme, faisant la distinction entre le fascisme clérical et des types de fascismes laïcs comme le nazisme ou le hungarisme.

## Groupes fascistes cléricaux
- La Phalange espagnole traditionaliste et les partis héritiers du Phalangisme espagnol.
- Les juntes militaires de l'Amérique latine et les escadrons de la mort financés par les grands planteurs de ces pays, comme la « Révolution libératrice » et la « Révolution argentine » ou bien les régimes militaires chilien et brésilien ; beaucoup de leurs meneurs étaient issus de issues de l'École militaire des Amériques.
- Les Chrétiens allemands et le Christianisme positif prôné par les nazis.
- Le Front patriotique autrichien, qui prônait un nationalisme autrichien (opposé au Pangermanisme) et un national-catholicisme.
- La British Union of Fascists prônait la tolérance religieuse entre catholiques et protestants.
- Même chose pour le régime de Miklós Horthy en Hongrie.
- Le parti égyptien Jeune Égypte, qui était un parti fasciste et islamiste lors de l'entre-deux-guerres.
- La Milice française du Régime de Vichy.
- En Roumanie, la Garde de fer et plus récemment la Nouvelle droite qui prônent un nationalisme mêlé de christianisme orthodoxe intégriste.
- Le Régime du 4-Août de Ioánnis Metaxás en Grèce et son mouvement était fortement pour le cléricalisme.
- Le ZBOR, mouvement fasciste et yougoslaviste qui prônait un nationalisme chrétien orthodoxe, puis Action serbe[4] en Serbie indépendante depuis 2010.
- Les Oustachis prônaient un nationalisme ethnique croate et catholique. Ils ont notamment forcé des civils non catholiques à se convertir.
- Le Camp national-radical en Pologne qui voit dans le catholicisme un objectif suprême.
- Le régime de la République slovaque, état satellite du troisième Reich dirigée par le prêtre Jozef Tiso

#### Conduite du Vatican
- Anthony Rhodes, The Vatican in the Age of Dictators 1922–1945 (London: Hodder and Stoughton, 1973).  (ISBN 0-340-02394-5)
- Michael Phayer, The Catholic Church and the Holocaust, 1930–1965 (Bloomington: Indiana University Press, 2000)  (ISBN 0-253-33725-9)
- Livia Rothkirchen, ‘Vatican Policy and the ‘Jewish Problem’ in Independent Slovakia (1939–1945)’ in Michael R. Marrus (ed.),The Nazi Holocaust 3, section 8, Bystanders to the Holocaust (Wesport: Meckler, 1989), p. 1306–1332.  (ISBN 0-88736-255-9 et 0-88736-256-7)